# Naohiko Minobe
Naohiko Minobe (født 12. juli 1965) er en tidligere japansk fodboldspiller og træner.
Han har spillet for flere forskellige klubber i sin karriere, herunder Gamba Osaka og Kyoto Purple Sanga.
Han har tidligere trænet Kyoto Sanga FC, Tokushima Vortis og AC Nagano Parceiro.